# Йожа, Ладислав
Ла́дислав Йо́жа (словац. Ladislav Józsa; 16 января 1948, Чавой — 12 декабря 1999, Сладковичово) — чехословацкий футболист венгерского происхождения, нападающий. Наиболее известен по выступлениям за «Локомотив» (Кошице). Трижды становился лучшим бомбардиром чехословацкой первой лиги.

## Биография
Начинал карьеру в «Славое» из Сладковичова, а с 1971 года играл за «Локомотив» (Кошице). Обладал сильным, хорошо поставленным ударом правой ногой, хорошо играл головой, умел точно завершать атаки. В составе «Локомотива» становился лучшим бомбардиром чемпионата в сезонах-1972/73 (21 мяч) и 1973/74 (17 мячей), разделив первенство с нападающим «Скло-Униона» Пршемыслом Бичовским. При этом в том сезоне «Локомотив» занял предпоследнее место и выбыл во вторую лигу, но Йожа остался в команде, помог занять ей первое место и вернуться в первую лигу за один год. Успешным для Йожи и его команды стал сезон-1976/77: он вновь стал лучшим бомбардиром чемпионата с 18 мячами, а «Локомотив» выиграл кубок Чехословакии. В следующем году Йожа стал бронзовым призёром первой лиги в составе «Локомотива», а в сезоне-1978/79 «Локомотив» выиграл ещё один кубок страны, причём Йожа забил 1 мяч в ворота «Интера» в финале кубка Словакии.
После 9 лет в «Локомотиве», в 1979 году Йожа перешёл в «Едноту» (Тренчин), а затем завершил карьеру в клубе западного дивизиона словацкой второй лиги (III эшелон чехословацкого футбола) «ДАК-Польногосподарь», которому помог выйти в словацкую народную лигу. Всего в первой лиге провёл 225 матчей, забил 108 мячей. В еврокубках — 6 матчей, 1 гол.
Несмотря на то, что Йожа был одним из самых результативных нападающих чехословацкого футбола 1970-х годов, за сборную он сыграл только один тайм. 7 сентября 1977 года в товарищеском матче против сборной Турции он вышел на поле стадиона «Тегельне поле» после перерыва, заменив своего одноклубника Йозефа Модера, матч закончился победой чехословаков со счётом 1:0.
После завершения игровой карьеры работал тренером в Сладковичове, а позже занимался грузоперевозками.

## Достижения

### Командные
- Бронзовый призёр чемпионата Чехословакии: 1977/78
- Обладатель кубка Чехословакии (2): 1976/77, 1978/79

### Личные
- Лучший бомбардир чемпионата Чехословакии (3): 1972/73, 1973/74, 1976/77